# Нежное восхождение
«Нежное восхождение» (англ. Graceful Ascent, фр. Montée gracieuse) — абстрактная картина русского художника Василия Кандинского, написанная в 1934 году и хранящаяся в Музее Соломона Гуггенхайма в Нью-Йорке.

## Описание
Картина «Нежное восхождение», созданная Василием Кандинским в 1934 году, является одним из его поздних произведений. В этой работе художник усовершенствовал свою живописную систему, которая отличалась от принципов Баухауза, где использовались основные и промежуточные цвета.
В «Нежном восхождении» Кандинский экспериментировал с цветовой гаммой, создавая игру оттенков. Картина передаёт эту игру в мельчайших деталях, создавая ощущение гармонии и равновесия. Если сравнить это произведение с музыкой, то можно сказать, что оно напоминает звучание фанфар, сопровождаемое настойчивыми звуками трубы. Эта картина передаёт те же эмоции и чувства, что и музыкальная композиция.
Благодаря особой технике нанесения краски, возникает оптический обман. Цвета смешиваются и взаимодействуют с фоном. Кандинский использовал новую технику, которая позволяла ему создавать эффект взаимопроникновения с фоном. Он добавлял песок в грунт или краску, что давало такой эффект. Из дымки использованных тонов появляется более насыщенная цветовая гамма.
Художник использовал светлый тёплый тон красного цвета, который напоминает средне-жёлтый. В пигментации красного можно увидеть оттенок жёлтого. Сочетание этих цветов передаёт ощущение радости, силы, энергии, стремления и триумфа. Равномерное использование красного цвета напоминает чувство пылающей страсти, которое смягчается применением синих оттенков, словно раскалённое железо пытаются погасить каплями воды. Оттенки синего смягчают звучание красного, делая сочетание цветов более нежным. 
Разнообразное нанесение цветных полосок не подчиняется традиционным правилам. Геометрические и свободные формы растворяются в композиции, придавая ей особый колорит.